# Secourt
Secourt är en kommun i departementet Moselle i regionen Grand Est (tidigare regionen Lorraine) i nordöstra Frankrike. Kommunen ligger i kantonen Verny som tillhör arrondissementet Metz-Campagne. År 2022 hade Secourt 202 invånare.

## Befolkningsutveckling
Antalet invånare i kommunen Secourt
| Referens: INSEE |